# Guerra Civil Líbia (2014–2020)
A Guerra Civil Líbia (ou também Segunda Guerra Civil Líbia) foi um  conflito interno multilateral na Líbia travado entre diferentes grupos armados, mas principalmente entre a Câmara dos Representantes da Líbia (CdR) e o Governo do Acordo Nacional (GAN). O Congresso Geral Nacional (CGN), baseado no oeste da Líbia e apoiado por várias milícias com algum apoio do Catar e da Turquia, inicialmente aceitou os resultados das eleições de 2014, mas os rejeitou depois que o Tribunal Constitucional Supremo anulou uma emenda relativa ao roteiro para a transição da Líbia e às eleições da  Câmara dos Representantes (ou Conselho de Deputados), que controla o leste e o centro da Líbia e tem a lealdade do Exército Nacional Líbio (ENL, sob o general Khalifa Haftar) e foi apoiado por ataques aéreos do Egito e dos Emirados Árabes Unidos. Devido à controvérsia em torno das emendas constitucionais, a CdR recusou assumir o cargo do CGN em Trípoli, que estava sob o controle de grupos armados islâmicos de Misrata. Em vez disso, a CdR estabeleceu seu parlamento em Tobruque, que está sob o controle das forças do General Haftar. Em dezembro de 2015, o Acordo Político Líbio foi assinado após negociações em Skhirat, como resultado de negociações prolongadas entre facções políticas rivais baseadas em Trípoli, Tobruque e em outros lugares, que concordaram em se unir como o Governo de Acordo Nacional (GAN). Em 30 de março de 2016, Fayez al-Sarraj, o chefe do GAN, chegou a Trípoli e começou a trabalhar lá, apesar da oposição do CGN.
Além dessas três facções, existem: o Conselho da Shura de Revolucionários de Bengazi, liderado pela Ansar al-Sharia, que tinha o apoio do CGN e foi derrotado em Benghazi em 2017; as províncias líbias do Estado Islâmico do Iraque e do Levante; o Conselho da Shura dos Mujahideen em Derna, que expulsou o Estado Islâmico de Derna em julho de 2015 e foi posteriormente derrotado em Derna pelo governo de Tobruque em 2018; bem como outros grupos armados e milícias cujas lealdades frequentemente mudam.
Em maio de 2016, o GAN e o CGN lançaram uma ofensiva conjunta para capturar áreas em torno de Sirte do EIIL. Essa ofensiva resultou na perda de controle do EIIL sobre todos os territórios significativos anteriormente mantidos na Líbia. Mais tarde, em 2016, as forças leais a Khalifa al-Ghawil tentaram um golpe de estado contra Fayez al-Sarraj e o Conselho Presidencial do GAN.
Em 4 de abril de 2019, Khalifa Haftar, o comandante do Exército Nacional Líbio, chamou suas forças militares para avançar sobre Trípoli, a capital do governo internacionalmente reconhecido da Líbia, na campanha do oeste da Líbia em 2019–2020. Isso foi recebido com repreensão do Secretário-Geral das Nações Unidas, António Guterres, e do Conselho de Segurança das Nações Unidas.
Em 23 de outubro de 2020, a Comissão Militar Conjunta Líbia 5+5, representando o ENL e o GAN, alcançou um "acordo de cessar-fogo permanente em todas as áreas da Líbia". O acordo, eficaz imediatamente, exigia que todos os combatentes estrangeiros deixassem a Líbia dentro de três meses, enquanto uma força policial conjunta patrulharia áreas disputadas. O primeiro voo comercial entre Trípoli e Bengasi aconteceu no mesmo dia. Em 10 de março de 2021, foi formado um governo de unidade provisório, que deveria permanecer no cargo até a próxima eleição presidencial líbia marcada para 24 de dezembro daquele ano. No entanto, a eleição foi adiada várias vezes desde então, efetivamente mantendo o governo de unidade no poder indefinidamente, causando tensões que ameaçam reacender a guerra.

## Cenário

### Insegurança e violência
Na Líbia, o governo de Ali Zeidan foi incapaz de enfrentar o problema das milícias que combateram contra Gadafi na guerra civil de 2011. Cada uma delas tinha sua própria ideologia e cada grupo armado usava seu poder para conseguir impor as suas demandas. Estavam monitorando a segurança das cidades, no controle das fronteiras, na gestão dos centros de detenção e na proteção de instalações estratégicas do país.
Em algumas ocasiões, o governo ainda teve de pagar para as milícias para que desbloqueassem cidades e enclaves petrolíferos, inclusive houve rumores  da criação de uma força de elite para proteger o primeiro-ministro. Todas estas medidas falharam e 10 de outubro de 2013 uma milícia semi-oficial, a Sala de Operações dos Revolucionários Líbios, tentou tomar o poder no país sequestrando brevemente Zeidan.

### Crise política
No início de 2014, a Líbia era governada pelo Congresso Geral Nacional (CGN), o primeiro órgão legislativo eleito em 7 de julho de 2012, substituindo o Conselho Nacional de Transição e presidido por um islamista moderado, Mohammed Magariaf, até sua renúncia em 28 de maio de 2013. Embora os candidatos islâmicos não tinham obtido uma maioria, os islamitas controlariam a assembleia após Nouri Abusahmain ser eleito presidente do CGN (chefe de Estado) em 25 de junho de 2013. Em seguida, este abusaria de seus poderes suprimindo debates e consultas indesejáveis. O CGN votou para implementar a sharia em dezembro de 2013 e não se retirou no final de seu mandato eleitoral, em janeiro de 2014, prorrogando unilateralmente seu poder. Em 14 de fevereiro de 2014, o general Khalifa Haftar, um ex-alto oficial do regime Gadafi, ordenou a dissolução do CGN e apelou para a formação de um comitê de governo interino para supervisionar novas eleições. O CGN ignorou suas demandas e denunciou isso como uma tentativa de "golpe de Estado".
O Congresso Geral era incapaz de impor a ordem e estava bloqueado pela Irmandade Muçulmana, que se opunha frontalmente ao mandato do primeiro-ministro Ali Zeidan e se demitiram de todos os seus cargos, organizando várias ações e moções de censura para tentar destitui-lo, até que finalmente uma delas prosperou em 11 de março, quando, Zeidan - incapaz de garantir a segurança na Líbia e recuperar o controle de instalações petrolíferas que caíram nas mãos de grupos armados desde julho de 2013 - foi destituído e sucedido de forma interina por Abdullah al-Thani.

### Legalização das milícias islâmicas
Embora formalmente o presidente do Congresso, Nouri Abusahmain não pertencia a nenhum grupo político, era próximo a ideologia da Irmandade Muçulmana. Usando sua capacidade para emitir decretos e o cargo de comandante-em-chefe que detinha, favoreceu a criação e desenvolvimento de numerosas brigadas islâmicas: em julho de 2013, ordenou a criação da Sala de Operações dos Revolucionários Líbios e em agosto de 2013 ordenou a Brigada Escudo da Líbia que assumisse o controle da segurança em Trípoli.

### Protestos contra a extensão do Congresso

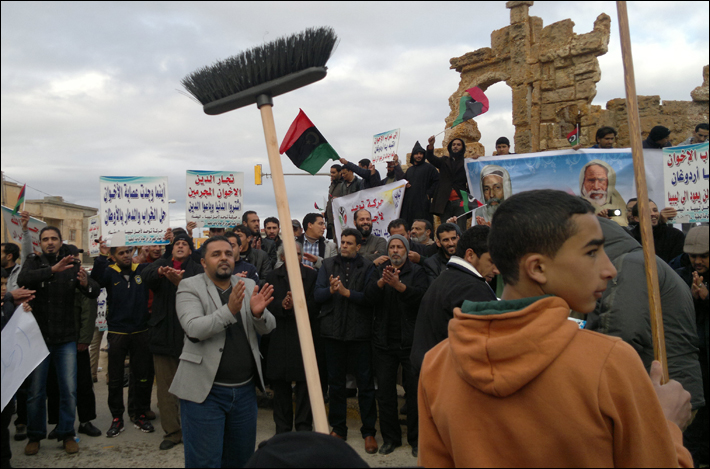
Manifestantes organizam uma grande manifestação em Xaate contra o plano prorrogação do mandato do CGN.

O problema do fracasso político, assim como a violência armada exercida pelas milícias, provocou a rejeição por parte da sociedade ao Congresso. No entanto, os seus membros pretendiam estender seu mandato até dezembro de 2014, apesar deste mandato ter expirado em 7 de fevereiro, o que levou a uma nova onda de manifestações, muitas delas de carácter liberal, que queriam resultados imediatos e o fim do Congresso,  para dar lugar a um novo governo que fosse capaz de por fim as milícias.
Os moradores da cidade oriental de Xaate, juntamente com manifestantes de Baida e Sousse, fizeram uma grande manifestação, rejeitando plano de prorrogação do GNC e exigindo a renúncia do congresso seguida por uma transição de poder pacífica para um órgão legítimo. Também protestaram contra a falta de segurança, culpando o GNC por não terem reconstruído o exército e a polícia. Outros líbios, rejeitando a proposta de mandato, se reuniram na Praça dos Mártires de Trípoli e fora do Hotel Tibesti em Bengazi, pedindo o congelamento de partidos políticos e a reativação do sistema de segurança do país.

## Operação Dignidade
Em 14 de fevereiro de 2014, o general líbio Khalifa Haftar emitiu um comunicado em que ordenava a suspensão do Congresso Geral depois da crise que havia tomado o país e propôs a formação de uma comissão presidencial até que fossem realizadas novas eleições.
Depois de várias semanas do ultimato, em maio, Haftar anunciou uma operação militar, oficialmente chamada de Operação Dignidade, para depor o Congresso e derrotar as milícias islâmicas que este apoiava. Dentro do Congresso, o parlamento líbio, a maioria islamita da Irmandade Muçulmana, incluindo o presidente do Congresso, Nouri Abusahmain, condenaram a operação como uma "tentativa de golpe de Estado" e consideraram legítimas as brigadas islâmicas. Por outro lado, os parlamentares da secular Aliança das Forças Nacionais apoiaram a operação para acabar com a violência das milícias e evitar o "afogamento em um pântano de terrorismo, escuridão, morte e destruição."

### Confrontos em Bengasi
As hostilidades começaram na manhã de 16 de maio de 2014, quando as forças do general Haftar atacaram as bases de algumas milícias islamitas em Bengazi, incluindo a do responsável pelo ataque ao consulado estadunidense em Bengazi. Helicópteros, aviões e soldados participaram do assalto, matando pelo menos 70 militantes e ferindo pelo menos 250.
A operação começou com um ataque às unidades da Brigada dos Mártires de 17 de Fevereiro, da Brigada Escudo da Líbia e a Ansar al-Sharia. O combate foi limitado aos distritos de Hawari e Sidi Ferej, ao sudoeste da cidade. Especificamente, os maiores confrontos foram registrados na área entre o acesso sudoeste da cidade e uma fábrica de cimento, controlada pelo Ansar al-Sharia. Também ocorreram combates no porto entre marines e a Brigada Escudo da Líbia.
As forças de Haftar atacaram Bengazi a partir do leste, com alguns soldados vindos de Marj, incluindo unidades formadas por diferentes tribos. De acordo com alguns relatos não confirmados, tropas do Conselho Cirenaico de Transição também aderiram.
Em 28 de maio, a força aérea da Operação Dignidade bombardeou posições da Brigada dos Mártires de 17 de Fevereiro, o que fez seus membros responderem com mísseis antiaéreos.
Em 2 de junho os combates retornaram a Bengazi, quando militantes da Ansar al-Sharia atacaram forças de Haftar em resposta ao bombardeio aéreo de uma das suas bases no dia anterior. Os soldados responderam novamente atacando helicópteros no oeste da cidade. Pelo menos 22 pessoas morreram e 70 ficaram feridas, com ambos os lados se acusando de ter disparado em áreas residenciais. Os residentes de Bengazi estabeleceram refúgios no caso de algum dos combatentes decidissem se esconder em suas casas. Também houve combates na cidade de Marj, onde dezenas de pessoas ficaram feridas.
Em 4 de junho, quatro pessoas foram mortas e várias feridas, incluindo o general da divisão aérea Saghr al-Jerushi em uma tentativa de assassinato contra Haftar em sua própria casa na cidade de Abiar, a leste de Bengazi. No entanto, o ataque, que envolveu um carro-bomba que explodiu em uma casa de campo onde Haftar realizava suas reuniões, falhou e o militar saiu ileso. Mais tarde, naquele mesmo mês, por outro lado, foram realizadas as eleições para a Câmara dos Representantes da Líbia.
Em 15 de junho, as forças de Haftar lançaram um novo assalto em vários campos jiadistas em Bengazi ocidental com tanques e lançadores de foguetes. Vários líderes milicianos foram mortos no ataque.

### Ataque ao Congresso
Em 18 de maio, os membros de uma milícia aliada ao general Haftar atacaram o edifício do Congresso Geral em Trípoli com armas antiaéreas  e foguetes, forçando os parlamentares a fugir do prédio. Em seguida, o general Mokhtar Farnana, falando em nome da Operação Dignidade, disse que o Congresso foi "suspenso". No entanto, os seus membros continuaram a se encontrar no Radisson Blu Al Mahary Hotel Tripoli e o presidente do Congresso, Abu Sahmain, exortou as brigadas de Misurata para recuperar o antigo prédio.

## Ofensiva islamita em Trípoli e Bengasi

### Batalha do Aeroporto de Trípoli

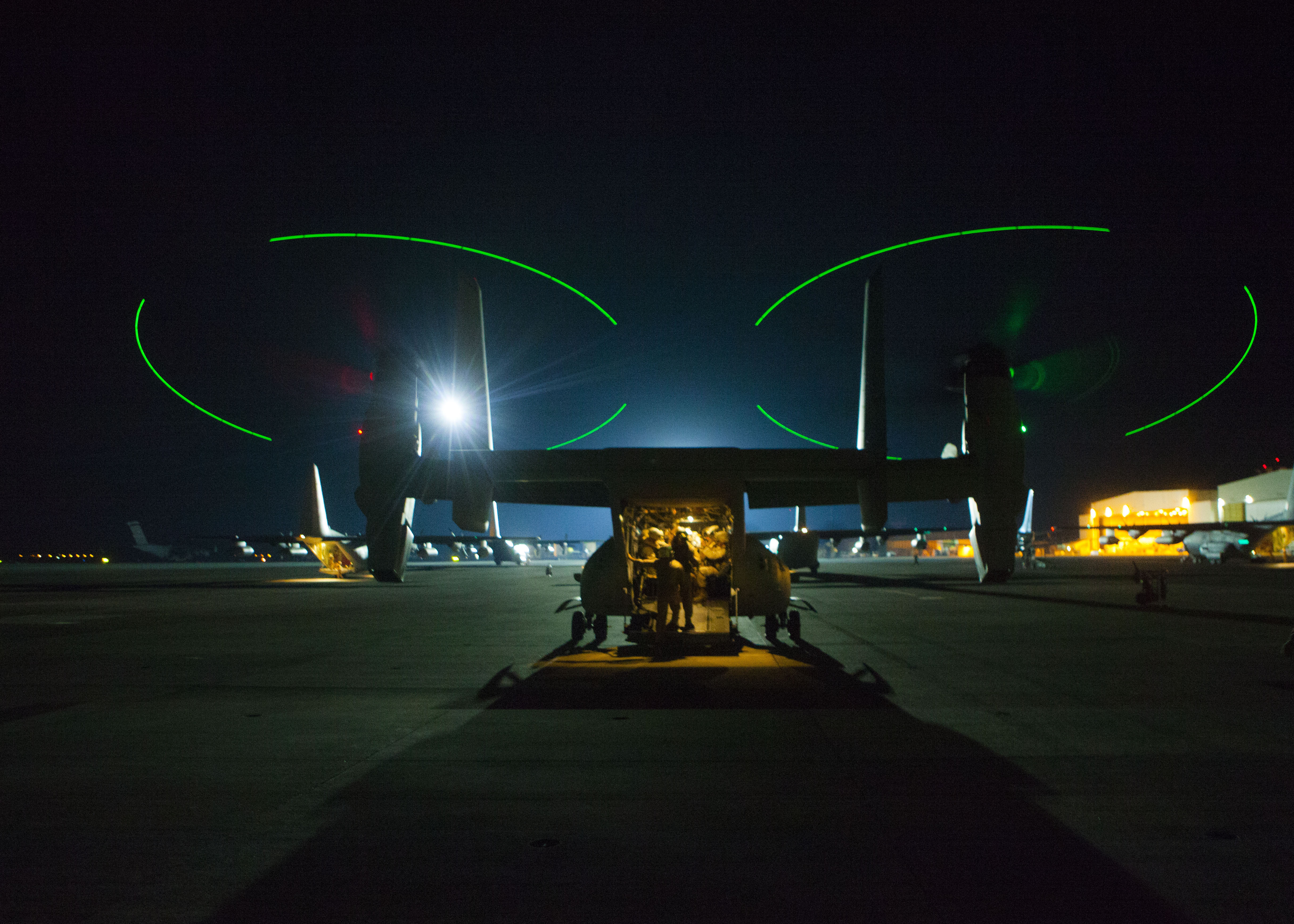
Marines norte-americanos se preparando na estação aeronaval Sigonella para evacuar a embaixada dos EUA em Tripoli

Em 13 de julho, o essencialmente islamita  Sala de Operações dos Revolucionários Líbios (SORL), posteriormente associado as milícias de Misurata e Trípoli, lançou uma ofensiva de codinome "Operação Amanhecer" sobre o Aeroporto Internacional de Trípoli. No dia seguinte, a Missão de Apoio dos Estados Unidos na Líbia evacuou seu pessoal, depois que 13 pessoas foram mortas em confrontos em Tripoli e Bengazi. Os combates entre as forças governamentais e milícias rivais, também forçaram o aeroporto de Trípoli a fechar. Uma milícia, incluindo os membros da SORL, tentaram tomar o controle do aeroporto das Brigadas Qaaqaa e Sawaiq da milícia de Zintane, que o controlavam desde que Gadafi foi derrubado.  Acredita-se que tanto as milícias que atacavam como as que defendiam estavam na folha de pagamento oficial. Adicionalmente, o Aeroporto de Misurata foi fechado, devido à sua dependência ao Aeroporto Internacional de Tripoli para suas operações. O porta-voz do governo, Ahmed Lamine, afirmou que cerca de 90% dos aviões estacionados no Aeroporto Internacional de Tripoli foram destruídos ou ficaram inoperáveis pelo ataque, e que o governo faria um apelo para as forças internacionais para ajudar no restabelecimento da segurança. Uma semana de batalhas prolongadas entre milícias rivais no aeroporto de Trípoli resultou em pelo menos 47 mortes: a batalha envolveu o uso de artilharia e foguetes Grad.
Em 27 de julho, um depósito de combustíveis próximo do Aeroporto Internacional de Trípoli foi atingido por disparos de foguetes, provocando um grande incêndio.
Mais tarde naquele dia, aviões não identificados bombardearam várias posições em Trípoli, incluindo o campo de Wadi Rabie mantido pelos islamitas e uma loja de munições de propriedade da Brigada Hattin de Misurata na cidade de Alcácer ibne Gaxir, perto do aeroporto internacional da cidade. Cinco pessoas foram mortas e mais de 30 foram feridas durante a operação noturna. O governo confirmou o incidente e o chefe do estado maior das forças armadas líbias, general Abdulsalam Al-Obaidi, afirmou que o ataque envolveu dois aviões não identificados movido por bombas inteligentes guiadas por laser e mísseis disparados a partir de 7 a 8 km altitude. Também afirmou que a força aérea do governo não estava equipada com esse tipo de armamento e não tinha a tecnologia necessária nem a capacidade para realizar os ataques. Além disso, nenhuma das milícias do país são conhecidas por terem aviões de guerra. A Sala de Operações dos Revolucionários Líbios (SORL) aliada às brigadas de Misurata culparam as forças do general Khalifa Haftar. As forças da Operação Dignidade inicialmente negaram qualquer envolvimento, acrescentando que eles só forneceram as coordenadas. No entanto, o chefe aéreo de Haftar, o Gen. Saqr Geroushi, mais tarde confirmou o envolvimento das suas forças em um comunicado à Reuters. Geroushi também acrescentou que uma base de munições em Sdada, sul de Misrata, também havia sido bombardeada.
Em 23 de agosto, após 10 dias de confrontos, o Aeroporto Internacional de Trípoli, finalmente, caiu para combatentes do Escudo da Líbia Central, uma coalizão de forças islâmicas e de Misurata. No dia seguinte, as forças da Operação Amanhecer anunciaram que consolidaram toda a cidade e cidades adjacentes após expulsar as milícias rivais de Zintane a 90 quilômetros ao sul da capital.
O Los Angeles Times informou que pelo menos 90% das instalações do aeroporto, e 20 aviões, foram destruídos nos combates.

## Um novo parlamento
Em paralelo, em 4 de agosto de 2014, foi criada na cidade de Tobruque um novo parlamento da Líbia, a Câmara dos Representantes da Líbia. No entanto, o antigo presidente do Congresso Geral, o islamita Nouri Abusahmain, se recusou a transferir oficialmente os poderes para o novo órgão, uma vez que era exigido que este se reunisse em Trípoli, sob o controle de milícias islâmicas. No entanto, a Câmara dos Representantes passou a legislar ainda que com boicote de alguns dos membros de ideologia islamita.
Inicialmente, a Casa permaneceu neutra no conflito entre Haftar e os jiadistas, e ordenou a dissolução, em 13 de agosto, de todas as milícias formadas na Líbia após a guerra de 2011, incluindo a islamita Brigada Escudo da Líbia e as brigadas Qaqaa e Sawaiq, da Operação dignidade. Ao mesmo tempo em que se solicitou a intervenção da ONU para conseguir um cessar-fogo entre os dois lados. Mas, finalmente, após a tomada e destruição do aeroporto de Trípoli pelos islamitas, o órgão classificou o Amanhecer Líbio e o Conselho Shura de Bengazi como grupos terroristas.
Este ato marcou um momento decisivo e o porta-voz do grupo Amanhecer Líbio ordenou que o Congresso Geral continuasse governando, declarando que Abu Sahmain novamente seria presidente da Líbia. Mais tarde, o órgão designou seu próprio primeiro-ministro, Omar al-Hasi, um combatente jiadista, substituindo o moderado Abdullah al-Thani, que tinha se posicionado com a Câmara dos Representantes.
A Câmara respondeu destituindo o islamita Abdulsalam al-Obaidi, comandante em chefe do exército líbio, e o substituindo por Abdul Razzaq Nazuri, aberto defensor da Operação Dignidade. No entanto, vários generais se recusaram a reconhecer a sua autoridade, afirmando que o exército deveria permanecer neutro em ambos os lados.

## Divisões entre islamitas e jiadistas
Em meados de agosto, uma dissensão também começou a aparecer em Bengazi entre islamistas moderados próximos à Irmandade Muçulmana e os jiadistas radicais que afirmavam terem sido marginalizados sob o CGN. De fato, em 16 de agosto, um grupo da Irmandade Muçulmana composto por islamitas mais moderados anuncia um novo conselho para lidar com os problemas da cidade, o chamado Conselho Shura de Bengazi. Em resposta, o Conselho da Shura de Revolucionários de Bengazi, jiadista, denunciou o novo conselho e afirmou que não iria reconhecê-lo. O Conselho da Shura de Revolucionários de Bengazi, também afirmou que o novo conselho rival estava tentando tomar o poder de ganhos feitos pelos jiadistas.

## Setembro a dezembro
Nos meses seguintes, o exército lançou ataques aéreos contra as cidades de Misurata, Derna (sob o controle do Estado Islâmico) e ao aeroporto de Trípoli. Por outro lado, lançaram uma grande ofensiva terrestre em Bengazi contra o Ansar al-Sharia, que resultou em uma batalha de meses de duração que até dezembro já havia causado 450 mortes e o deslocamento de 90 mil pessoas, de acordo com as Nações Unidas.  O General Khalifa Haftar,  restabelecido como membro do exército, afirmou que tinha o controle de 80% da cidade.
Grupos armados islâmicos estendem seu controle ao centro de Trípoli. A Câmara dos Representantes se refugiou em Tobruque. Um parlamento do Novo Congresso Geral Nacional (continuação do CGN) continuou a operar em um hotel de Tripoli.
Em outubro de 2014, um grupo terrorista próximo ao Ansar al-Sharia, o Conselho Xura da Juventude Islâmica, controla a cidade costeira de Derna prometendo lealdade à organização Estado Islâmico. Intensos combates iniciam na cidade de Quicla e arredores em 11 de outubro, quando as brigadas de Zintane lançaram uma ofensiva para assumir o controle de várias cidades e estradas nas Montanhas Nafusa sob controle dos islamitas, deixando pelo menos 23 mortos. A intensificação dos combates em montanhas Nafusa despertou temores da perspectiva de uma guerra tribal e étnica mais ampla.
Em 15 de outubro de 2014, enquanto os combates continuam em Gariam, as tropas leais a Haftar lançam ataques aéreos e terrestres contra a Ansar al-Sharia e a Brigada de 17 de Fevereiro em Bengazi. Haftar afirma que isso seria a fase final da Operação Dignidade e que ele iria renunciar ao seu cargo no final da operação para nomear um novo chefe de gabinete. Existem relatos conflitantes quanto à eventual participação ou apoio do Egito na ofensiva; 90% da cidade de Bengazi teria sido tomada pelas forças de Haftar no final de outubro.
Em 1 de novembro, as brigadas de Zintane atacam a cidade de Cicla matando dezoito islamitas e ferindo outros oitenta e quatro, e até 5 de novembro, o saldo seria de 142 mortos e 518 feridos. No mesmo dia 5, uma milícia tuaregue teria tomado o controle do campo de petróleo El Sharara no Fezã.
A 6 de novembro, a Suprema Corte da Líbia declarou inconstitucional a Câmara dos Representantes, sem dar nenhuma argumentação sobre a decisão. Para os liberais de Tobruque a medida havia sido tomada pelos juízes sob pressão, pelo fato deste órgão se reunir em Trípoli, sob controle islamista, assim, expressaram a sua intenção de seguir exercendo soberania. A comunidade internacional afirmou que estudaria a resolução, apesar de continuar a apoiar a Câmara. Em qualquer caso, o parecer do Supremo Tribunal não fez nenhuma diferença na dinâmica do conflito, embora deixasse a Líbia sem qualquer governo de jure.
Em 9 de novembro a Câmara dos Representantes, que seguia legislando, decidiu caçar o Grande Mufti Sadiq Al-Ghariani. No entanto, o religioso, novamente se recusou a reconhecer a validade do parlamento de Tobruque, continuando a exercer o cargo.
Em 13 de novembro, bombas explodem em Tripoli, perto das embaixadas do Egito e dos Emirados Árabes Unidos sem provocar danos ou vítimas. Em 24 de novembro, combatentes leais a al-Haftar atacam o Aeroporto Internacional de Milaga em Trípoli. O ataque resultou no fechamento temporário do último, mas as instalações aeroportuárias não foram danificadas. Em 25 de novembro, um segundo ataque aéreo foi realizado contra Mitiga.
Em 2 de dezembro, de acordo com fontes locais, sete pessoas, incluindo cinco trabalhadores estrangeiros foram mortos e 25 ficaram feridos em um ataque aéreo pelas forças pró-Haftar contra a cidade portuária de Zouara no oeste do país. A 13 de dezembro o exército líbio bombardeou posições islamistas ao redor de Sirte, com o objetivo de deter seu avanço em direção à cidade costeira de Ras Lanuf, de vital importância para o comércio de petróleo. Em 25 de dezembro, um míssil lançado por forças islamitas atingiu um dos depósitos do porto de Sidra provocando um incêndio que se espalhou a outros depósitos, causando a perda de 1,7 milhões de barris.

## Intensificação dos combates em 2015
Em 5 de janeiro, a Força Aérea da Líbia atingiu um petroleiro de propriedade grega na costa de Derna que agia 'suspeitamente', matando dois membros da tripulação e ferindo dois.
Em 16 de janeiro, as facções Operação Dignidade e Amanhecer Líbio declararam um cessar-fogo e concordaram em formar um governo de unidade e novas conversações políticas.
Em 27 de janeiro, homens armados atacaram o Hotel Corthinia, um local frequentemente utilizado pelas autoridades líbias e diplomatas estrangeiros, em Trípoli. Depois de detonar um carro-bomba no estacionamento, os terroristas invadiram o prédio e abriram fogo, matando pelo menos dez pessoas, além dos atacantes. As forças de segurança da Líbia, desde então, recuperaram o controle ao longo do edifício do hotel. O Estado Islâmico reivindicou a responsabilidade pelo ataque.
Em 4 de fevereiro, homens armados supostamente ligados ao Estado Islâmico invadiram e tomaram o controle do campo petrolífero de Al-Mabrook, no sul da cidade de Sirte. Uma fonte diplomática francesa em Paris afirmou que quatro funcionários locais teriam sido mortos no ataque.
Em 9 de fevereiro, o Estado Islâmico teria assumido a cidade de Nofalia no Distrito de Sirte depois que um comboio de 40 veículos fortemente armados chegaram de Sirte e ordenaram aos moradores de Nofalia que se "arrependessem" e jurassem lealdade a Abu Bakr al-Baghdadi. Os combatentes designaram Ali Al-Qarqaa como emir da cidade.
Em 13 de fevereiro, homens armados afiliados ao Estado Islâmico tomaram edifícios do governo e estações de rádio e de televisão em Sirte. Estas forças teriam emitido um ultimato exigindo que outras entidades militares evacuassem a cidade pela madrugada do domingo (15 de fevereiro). Em resposta, o novo governo do CGN baseado em Trípoli anunciou a decisão de formar uma força conjunta para recuperar as instalações em Sirte de militantes do Estado Islâmico.
O Estado Islâmico na Líbia divulgou um vídeo em 15 de fevereiro retratando a decapitação de 21 cristãos coptas do Egito. Poucas horas depois, a Força Aérea Egípcia respondeu com ataques aéreos contra os locais de treinamento e estoques de armas em Derna, em retaliação pelas mortes, matando cerca de 50 militantes e sete civis. Aviões agindo sob ordens do governo baseado em Tobruque também atacaram alvos em Derna, supostamente em coordenação com o Egito, enquanto o governo baseado em Trípoli condenou os ataques aéreos, chamando-os de "terrorismo" e "uma violação da soberania da Líbia".

## Expansão do Estado Islâmico na Líbia
No início de 2014, alguns dos principais combatentes do Estado Islâmico do Iraque e do Levante chegaram a cidade de Derna. Nos próximos meses, eles se uniram as muitas facções militantes locais, sob a sua liderança e declararam guerra a qualquer um que se opusesse a eles, matando juízes, líderes cívicos e outros opositores, incluindo militantes locais que rejeitaram a sua autoridade. Em 30 de outubro de 2014, os militantes ligados ao Estado Islâmico, que, em seguida, controlaram totalmente a cidade, reuniram-se para jurar lealdade a Abu Bakr al-Baghdadi, o auto-declarado califa do Estado Islâmico.
A cidade ficaria então totalmente sob controle do Estado Islâmico, e seria liderada pelo "Emir" Mohammed Abdullah, também conhecido pelo seu nome de guerra Abu al-Baraa el-Azdi. Ele é um militante iemenita que foi enviado pelo Estado Islâmico da Síria.
O braço do Estado Islâmico em Derna tem cerca de 800 combatentes e tem uma meia dúzia de acampamentos na periferia de Derna. Também possui instalações maiores na área de Jebel Akhdar, onde os combatentes de todo o Norte de África estão sendo treinados.
Estes eventos são vistos pelo Estado Islâmico como um modelo para a sua expansão fora do Iraque e da Síria.
Em 12 de novembro, carros-bomba explodiram em Bengazi, Tobruque e no Aeroporto de Abrague. Quatro pessoas foram mortas e seis feridas. Estes foram, possivelmente relacionados com a expansão do Estado Islâmico, e aviões não identificados realizaram ataques aéreos em Derna, presumivelmente em retaliação.
Desde o início de 2015, o Estado Islâmico, que estava originalmente limitado à cidade de Derna, lançou ofensivas contra todas as partes no conflito na Líbia para expandir seu califado. Em sua expansão enfrentou tanto as forças liberais, islamitas e jiadistas; apenas a Ansar al Sharia manteve, em determinadas áreas, boas relações.
Em março do mesmo ano, depois de ter aquartelado em Naufaliya, o grupo lançou um ataque as milícias de Misurata sob o comando do Congresso Geral de Trípoli, e arrebatou a importante cidade de Sirte, no centro do país. Os jiadistas tomaram o controle de edifícios governamentais, universidades e estação de rádio. Semanas mais tarde tomou o aeroporto de Sirte, o primeiro edifício desta categoria que o grupo iria conquistar no país. Nos meses seguintes continuariam a submeter a região e, dentre outros lugares, ocuparam a cidade de Haraua.
Apesar de seu rápido avanço em torno de Sirte, um grupo sofreria uma derrota importante em sua primeira disputa, Derna, quando uma ofensiva inesperada lançada pela Brigada dos Mártires de Abu Salim, próxima a Al Qaeda, e outras milícias jiadistas agrupadas sob o Conselho da Shura dos Mujahidins em Derna conseguiu matar dezenas de seus combatentes e expulsá-los da cidade. O exército de Tobruque também aproveitou a oportunidade e lançou uma ofensiva que assumiu o controle das estradas da região, bem como parte das periferia da cidade.

## Consequências
Em 13 de agosto, a Câmara dos Representantes do Parlamento Líbio aprovou uma lei sobre a dissolução de todas as milícias oficialmente reconhecidas, financiadas e formadas após a revolução de fevereiro de 2011. Dos 104 representantes presentes, 102 deles votaram a favor da resolução. O prazo final até 31 de dezembro de 2014 foi dado para a implementação da lei. A Câmara havia tentado aprovar a lei anteriormente, mas não conseguiu chegar a um acordo sobre o texto; apesar disso, não ficou claro como seria aplicado. No mesmo dia, a Casa também solicitou a ONU e ao Conselho de Segurança para que interviessem na Líbia para proteger os civis e as instituições governamentais. Um representante afirmou que a Câmara teria sido obrigada a pedir ajuda internacional após os apelos para um cessar-fogo terem sido ignorados. Em 6 de novembro, a Suprema Corte fez invalidar as eleições de junho de 2014.
Em 18 de dezembro, a National Oil Corporation, a companhia petrolífera da Líbia, reafirma a sua neutralidade no conflito.
Em fevereiro de 2015, os danos e a desordem causados pela guerra são consideráveis. Há frequentes quedas de energia e redução da atividade econômica. A produção de petróleo passou de 1,4 milhões de barris por dia em maio de 2013 para 300.000 barris por dia em janeiro de 2015, com uma perda de receita de 90%.
Mais de 3.000 pessoas morreram por causa dos combates, há 400.000 pessoas deslocadas no interior do país e uma nova onda de refugiados de nacionalidade líbia chegando na Tunísia.

## Reações internacionais
Em 26 de julho, os Estados Unidos evacuaram sua embaixada em Trípoli para a Tunísia. Assim como a França e o Reino Unido evacuaram seu pessoal diplomático, a Índia e da Tailândia fizeram o mesmo. Em 23 de agosto, a Líbia vê os seus direitos de sediar a Copa Africana de Nações de 2017 revogado devido ao conflito.
No início de maio de 2014, os militares argelinos afirmaram que estavam envolvidos em uma operação destinada a perseguir os militantes que se infiltraram no território do país, em Tamanrasset, próximo à fronteira da Líbia. The Times  informou em 30 de maio que as forças argelinas estiveram fortemente presentes na Líbia e foi alegado pouco tempo depois por um jornalista argelino do El Watan que um regimento completo de 3.500 paraquedistas logisticamente apoiados por 1.500 outros homens atravessaram a fronteira para a Líbia e ocuparam uma zona no oeste do país. Eles posteriormente foram mostrados a estar operando ao lado das forças especiais francesas na região. No entanto, todas essas afirmações foram posteriormente negadas pelo governo argelino através do primeiro-ministro Abdelmalek Sellal.
Em 16 de maio, o governo argelino responde a uma ameaça terrorista através do envio de uma equipe de forças especiais para evacuar seu pessoal diplomático da Líbia. Três dias depois, o governo argelino encerrou todas as suas passagens fronteiriças com a Líbia e o comando do exército elevou seu nível de alerta de segurança, apertando a sua presença ao longo da fronteira, especialmente nos postos fronteiriços de Tinalkoum e Debdab. Isso também ocorreu com a empresa estatal de energia, a Sonatrach, evacuando todos os seus trabalhadores da Líbia e suspendendo a produção no país.
As autoridades egípcias manifestaram preocupação com a longa instabilidade no leste da Líbia transbordando para o Egito devido ao surgimento de movimentos jiadistas na região, o que o governo acredita ter desenvolvido um trânsito seguro para os islamitas procurados após a golpe de Estado de 2013 que depôs o presidente apoiado pela Irmandade Muçulmana, Mohamed Morsi. Houve inúmeros ataques a interesses comerciais egípcios na Líbia, que tornaram-se comuns antes da ofensiva de Haftar. Devido a isso, o governo apoiado pelos militares no Egito tinha muitas razões para dar apoio a rebelião de Haftar e a milícia islamita líbia Brigada dos Mártires de 17 de Fevereiro acusou o governo egípcio de fornecer armas e munições para Haftar, uma alegação negada por ambos. Além disso, o presidente egípcio, Abdel Fattah el-Sisi, que se tornou cada vez mais popular entre muitos líbios que desejam uma estabilidade, pediu aos Estados Unidos para intervirem militarmente na Líbia durante a sua candidatura presidencial, advertindo que a Líbia estava se tornando um dos principais desafios de segurança e prometeu não permitir que o tumulto de lá ameaçasse segurança nacional do Egito.
A Tunísia pós-revolucionária, também teve sua parcela de instabilidade devido à violência na Líbia, uma vez que presenciou um crescimento sem precedentes no islamismo radical com o aumento da atividade militante e contrabando de armas através da fronteira.
Em resposta aos confrontos iniciais de maio, o Conselho Nacional para a Segurança  da Tunísia realizou uma reunião de emergência e decidiu implantar 5.000 soldados para a fronteira líbio-tunisina em antecipação a potenciais consequências dos combates. Em 30 de julho, o ministro das Relações Exteriores da Tunísia Mongi Hamdi disse que o país não pode lidar com o elevado número de refugiados provenientes da Líbia devido aos novos combates. Também acrescentou que a Tunísia fechará as suas fronteiras, se necessário.
No dia 27 de agosto, o Conselho de Segurança da ONU aprovou por unanimidade a Resolução 2174 (2014), que pediu um cessar-fogo imediato e um diálogo político abrangente. A resolução também ameaçou impor sanções, como o congelamento de bens e proibição de viagem, contra os dirigentes e adeptos das várias milícias envolvidas nos combates, se os indivíduos ameaçassem a segurança da Líbia ou do processo político.
Em 10 de dezembro, a União Europeia decide proibir de operar no seu espaço aéreo todas as empresas líbias por razões de segurança.
Em 16 de dezembro, o presidente do Chade, Idriss Deby exortou a OTAN para que interviesse novamente na Líbia.

## Cessar fogo e processo de paz
No dia 23 de outubro de 2020, as partes em conflito: o Governo do Acordo Nacional da Líbia (GNA), comandado por Fayez al-Sarraj, reconhecido internacionalmente, e as forças rebeldes do Exército Nacional Líbio (LNA), lideradas pelo general Khalifa Hafter, assinaram um acordo de cessar fogo permanente.
No início de fevereiro de 2021, delegados líbios se reuniram em Genebra (Suíça), sob a mediação da Organização das Nações Unidas (ONU) e escolheram Abdelhamid Dbeibah para formar um governo de unidade nacional. .
No dia 10 de março de 2021, o governo formado por Dbeibah ganhou o voto de confiança de uma Assembleia reunida em Sirte. O governo recebeu uma votação favorável de 132 votos, entre os 178 presentes.
No dia 15 de março de 2021, o primeiro-ministro da Líbia, Abdelhamid Dbeibah, que deve liderar a transição até a posse de um governo que deve ser eleito em eleições previstas para 24 de dezembro de 2021, prestou juramento frente ao parlamento em Tobruk.
Por outro lado, nem todos os pontos no acordo de cessar fogo de outubro de 2020 foram implementados.